# Austrotinodes labiatus
Austrotinodes labiatus is een schietmot uit de familie Ecnomidae. De soort komt voor in het Neotropisch gebied.